# 코임브라 대학교
코임브라 대학교 (포르투갈어: Universidade de Coimbra, UC)는 코임브라에 위치한 포르투갈의 공립 대학교이다. 1290년 설립되어, 현존하는 대학 중 세계에서 가장 오래된 대학의 하나로 알려져있다. 포르투갈에서 가장 오래된 대학교이며, 가장 큰 고등교육 기관이자 과학기술 연구시설 중 하나이기도 하다. 포괄적인 분야로 구분된 총 8개의 단과대로 구성되어 있으며, 이를 통해 공학, 기술학, 사회과학, 수학, 스포츠, 예술, 인문학, 자연과학 분야에서 학사, 석사, 박사 학위를 수여하고 있다. 또한 유럽 기술연구대학의 선도적 모임인 코임브라 그룹의 설립회원이며, 이 그룹의 설립회의를 가진 곳이기도 하다. 코임브라 대학교는 거의 2만명의 학생이 재학 중이며, 포르투갈에서 가장 많은 유학생이 있어 포르투갈의 대학교들 중 가장 국제화된 학교이다.
2013년 6월 22일 유네스코 세계 유산으로 등재되었다.